# TRAM de Castellón

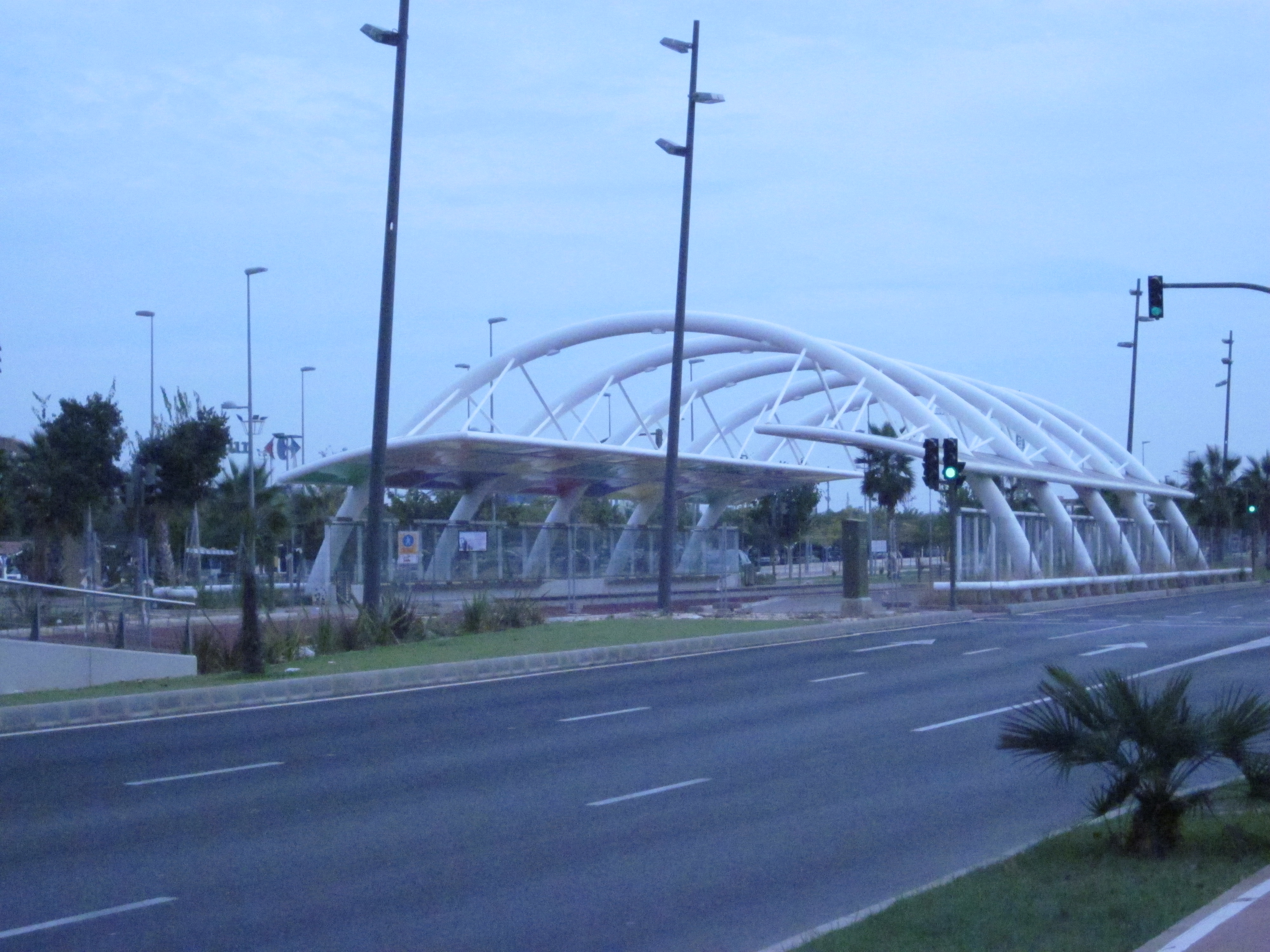
Parada de la avenida del Mar-Recinto ferial

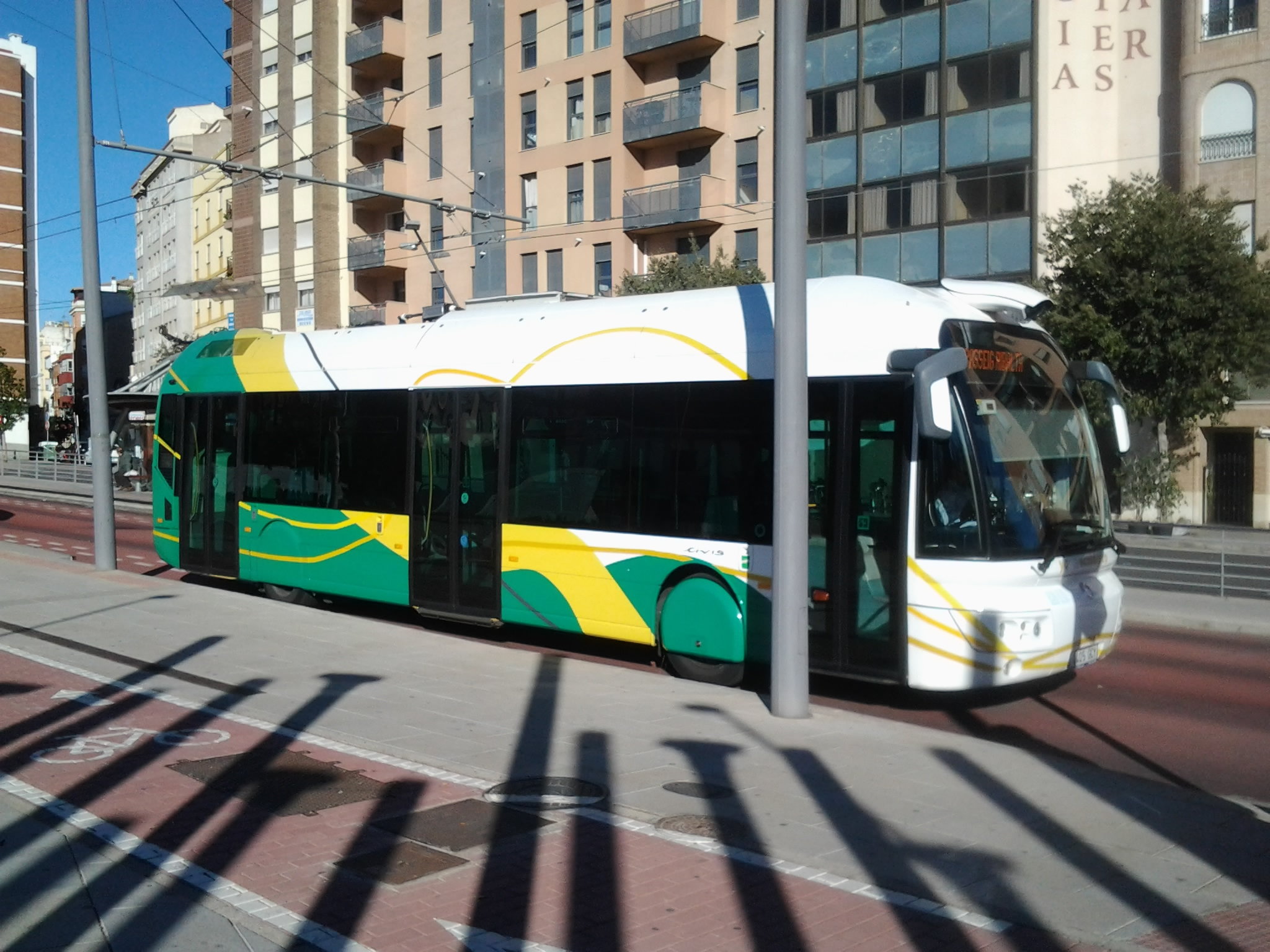
Exterior de un antiguo modelo de vehículo

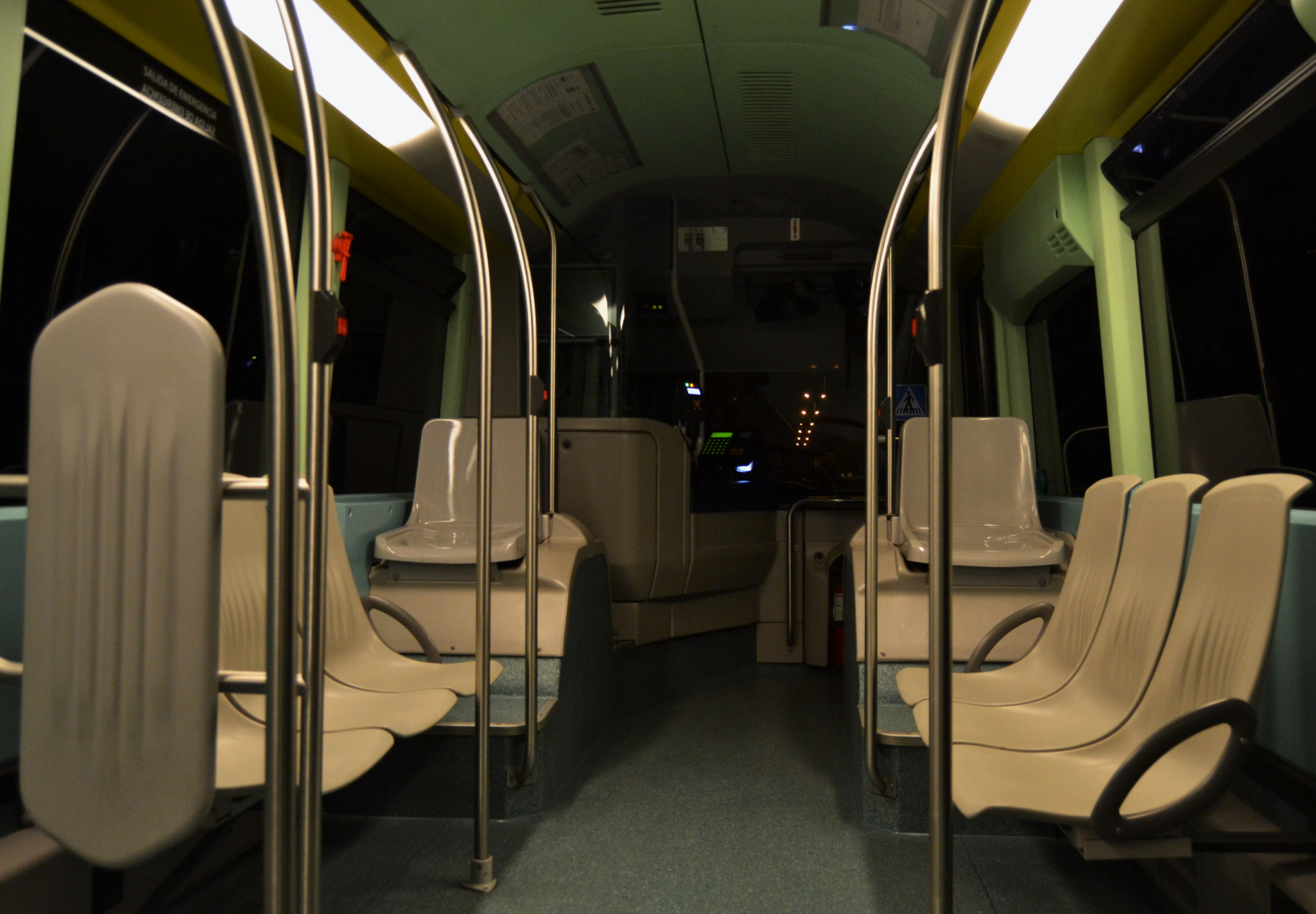
Interior de un trolebús

El TRAM (también conocido como Transporte Metropolitano de la Plana o TRAM de la Plana, anteriormente TVRCas), es como se denomina el trolebús de tránsito rápido que circula por la ciudad de Castellón.
El TRAM de Castellón corresponde a la primera fase desarrollada por la Generalitat Valenciana, fundamentada en lo que se denominó Red de Plataformas Reservadas al Transporte Público en Castellón. 
El informe que se presentó cuando se iniciaron las obras del primer tramo de la primera fase 'Tramo UJI-Parque Ribalta indicaba textualmente: 
"En el presente documento se presenta un resumen de las características principales del Proyecto Construcción de la “Red de plataformas reservadas al transporte público en Castellón, fase I, tramo UJI – Parque Ribalta”. 
Y citaba como antecedentes: 
"Entre 2001 y 2003 la Conselleria d’infraestructures i Transport redactó el “Plan de Transportes de Castellón y su Entorno”, en el que se planteaba la necesidad de crear una red de plataformas reservadas al transporte público en el área metropolitana de Castellón, la cual conforma una franja de casi 20 km de longitud y 8 de anchura, sensiblemente paralela a la línea de costa. Esta red de plataformas exclusivas se concibe así para potenciar el transporte público metropolitano, presentando además una elevada capacidad estructurante en el desarrollo urbano futuro. 
La red de plataformas establece la conexión de Castellón (Universidad Jaume I centro y Grao de Castellón) con Benicàssim, en un primer eje, así como con Almassora, Vila-real y Burriana, en un segundo eje de transporte. Todas estas localidades se caracterizan por su fuerte expansión urbana, conformando un territorio casi continuo, urbano y semilineal. 
En el diseño del sistema de transporte en vía reservada, TVRCAS, se han establecido, aparte de la propia mejora de la eficiencia del transporte público, dos objetivos relativos a la estructura del territorio: 
Propiciar la continuidad urbana de los espacios que hoy en día se están consolidando de modo que se integren en la trama urbana de cada uno de los municipios atravesados.
Afianzar un modelo territorial metropolitano, estructurando las relaciones entre varios municipios mediante un aumento de la accesibilidad.
Las actuaciones se han programado en distintas fases. La Fase I corresponde a la implantación del nuevo sistema de transporte en un eje que discurre desde la Universidad Jaume I,  cruza el centro de Castellón  y llega hasta el Grao de Castellón y  a la zona de la Playa del Pinar. 
Dentro de la Fase I se enmarcan las actuaciones de las obras correspondientes al proyecto “Red de plataformas reservadas al transporte público en Castellón, fase I, tramo UJI – Parque Ribalta”. 
Esta referencia estaba incluida en el Proyecto que financiaba la Conselleria d'Infraestructures i Transport, que dirigía el contrato. La Dirección de la obra pertenecía a Initec- Comaypa UTE. Y la ejecución fue realizada por FCC-Lubasa. UTE.
La empresa concesionaria estará subvencionada por la Generalidad Valenciana durante 15 años al considerar que el negocio será deficitario por 1,3 millones de euros anuales.
En agosto de 2021 el consejero de Transportes de la Generalidad Valenciana, Arcadi España, anunció su desmantelamiento antes del año 2030, alegando que es una tecnología obsoleta y onerosa.

## Descripción
El mecanismo de funcionamiento del trolebús se compone mediante un sistema de captación de tensión por doble trole, y un lector-guía, formado por unas líneas blancas pintadas en el asfalto y una cámara situada en lo alto del parabrisas del vehículo, que sigue dichas marcas.

### Funcionamiento
El trolebús es conducido por un conductor desde su interior, no tiene completa preferencia de paso en todas las intersecciones reguladas por semáforo, y una velocidad máxima de 50 km/h.

## Proyecto
El proyecto se ha dividido en varias fases, y a la vez, estas en tramos, que incluyen la creación de una calzada independiente para el trolebús por aquellas avenidas por la que circule, además de su remodelación.
El primer tramo terminado es el de Universitat Jaume I - Parque Ribalta, que une la Avenida Sos Baynat con el Paseo Morella y el Parque Ribalta, y que entró en funcionamiento el 25 de junio de 2008.
Desde el 20 de diciembre de 2014 está operativa la línea 1 al completo, que une la Universitat Jaume I con el Grao.

## Polémica
Hay varios aspectos controvertidos destacables:
- Economía. El presupuesto final de las obras superará los 100 millones de euros, una inversión que puede considerarse excesiva para una conexión que une la ciudad de forma lineal. Cabe destacar que cada autobús cuesta aproximadamente un millón de euros (tres veces más que uno convencional), y que el déficit anual será de 1,3 millones de euros (por lo que la empresa concesionaria estará subvencionada con dinero público).

- Legalidad. Las obras al paso del parque Ribalta fueron realizadas de forma ilegal al atravesar sin permiso un Bien de Interés Cultural, según el Tribunal Superior de Justicia de la Comunidad Valenciana y el Tribunal Supremo de España.

- Obras. Se han efectuado obras en las vías principales de la ciudad, dejando algunas de ellas inhabilitadas para el tráfico convencional durante varios meses. Algunos comercios se han visto obligados a cerrar ante la imposibilidad de que los clientes llegaran. Además, las zonas de carga y descarga y aparcamientos en superficie han sido suprimidos.

- Seguridad. El trazado del Tram ha aumentado las zonas de desnivel en el centro de la ciudad, además del peligro que supone el trolebús en calles muy transitadas.[cita requerida]

- Guiado. En un principio el autobús funcionaría con fibra óptica, hecho que permitiría ser autónomo, es decir, funcionar sin conductor. En la actualidad el autobús se guía por una serie de líneas blancas pintadas en el suelo pero, como el sistema no es lo suficientemente preciso, es necesaria la intervención de un conductor.

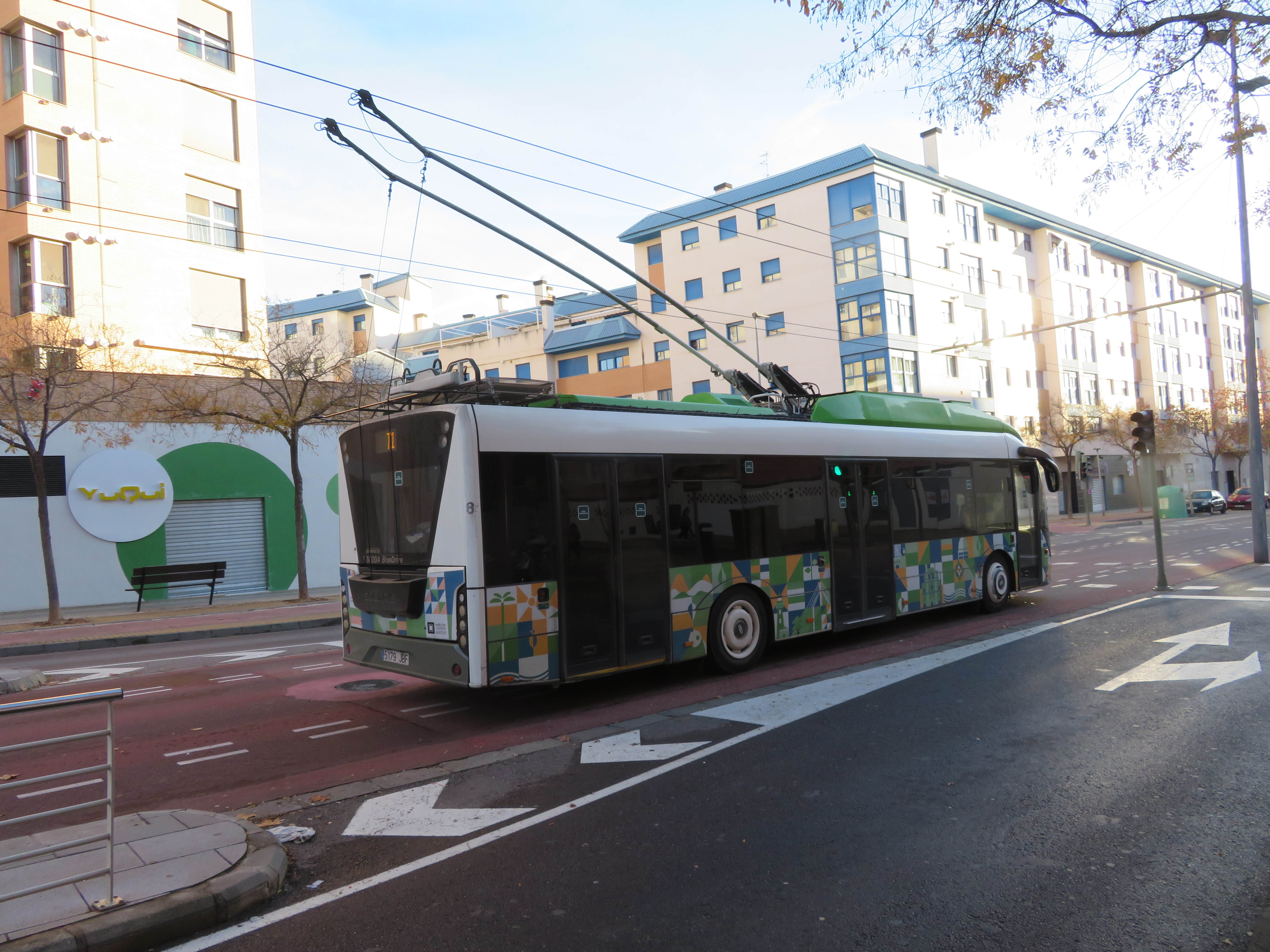
TRAM. Transporte Metropolitano. Trolebús.

- TRAM. Transporte Metropolitano. Trolebús.Trolebús y catenaria. Los trolebuses están pensados para ciudades escarpadas o montañosas, donde la electricidad es más efectiva que el diésel a la hora de subir colinas. Por eso, en una ciudad completamente plana como Castellón de la Plana este medio de transporte podría no ser el más adecuado, teniendo en cuenta lo anterior.

- Ecología. El autobús se mueve gracias a la energía eléctrica aportada por una catenaria. Sin embargo, en algunos tramos de la ciudad es imposible instalar catenaria, por lo que utilizarán baterías y un pequeño motor diésel.

- Viabilidad. El flujo de viajeros que se desplazará en el Tram será similar al que ahora se desplaza en autobús, por lo que se prevé que los desplazamientos en coche continúen siendo los mismos. Una alternativa de menor coste y mayor eficiencia consistiría en conectar la UJI y el distrito marítimo con una vía reservada para el transporte público.

Después de tres años de funcionamiento, se puede comprobar que supera con creces las expectativas transportando diariamente cerca de 6000 personas.

## Líneas
| Línea | Terminales                 | Estaciones | Longitud (km) | Viajeros (2016) |
|       | Universidad Jaume I - Grao | 19         | 8             | 2.276.214       |

### Línea 1: Universidad Jaume I - Grao
Une la Universidad Jaume I con el Grao de Castellón por vía reservada, habiendo sido inaugurado el primer tramo de la línea el 25 de junio de 2008 entre el recinto universitario y el parque Ribalta, y el restante hasta el Grao de Castellón, el 20 de diciembre de 2014.
La frecuencia de esta línea es de 12 minutos  en días laborables y horario de invierno. En horario de verano es de 13 minutos en días laborables. Los sábados, domingos y festivos es de cada 16 minutos.

## Viajeros
| Año  | Billete sencillo | B10     | B30     | Bono 10-Jove | Bono Oro Normal | Bono Oro Reducido | Bono Oro Gratis | Jubilados | Total     |
| ---- | ---------------- | ------- | ------- | ------------ | --------------- | ----------------- | --------------- | --------- | --------- |
| 2011 | -                | -       | -       | -            | -               | -                 | -               | -         | 875.000   |
| 2012 | -                | -       | -       | -            | -               | -                 | -               | -         | -         |
| 2013 | -                | -       | -       | -            | -               | -                 | -               | -         | -         |
| 2014 | -                | -       | -       | -            | -               | -                 | -               | -         | -         |
| 2015 | -                | -       | -       | -            | -               | -                 | -               | -         | 2.112.812 |
| 2016 | 776.999          | 263.837 | 197.440 | 270.399      | 155.609         | 88.385            | 229.209         | 130.320   | 2.276.214 |